# 大島康徳
大島 康徳（おおしま やすのり、1950年〈昭和25年〉10月16日 - 2021年〈令和3年〉6月30日）は、日本のプロ野球選手（内野手、外野手）、プロ野球監督、野球解説者。
現役時代は中日ドラゴンズ（1969年 - 1987年在籍）で強打者として活躍し、1974年・1982年にはチームのセントラル・リーグ（セ・リーグ）優勝に貢献。また、1983年には本塁打王のタイトルを獲得、現役生活の終盤となる1988年に日本ハムファイターズへトレードで移籍すると、1990年には通算2000安打を達成。プロ入り26年目の1994年に44歳で現役を引退し、2000年 - 2002年には日本ハムの監督を務めている。
次男はお笑い芸人の大島雅斗。

## 経歴

### プロ入りまで
福岡県生まれの大分県中津市育ち。父は国鉄職員、母、兄、姉の5人家族、高校入学まで野球経験はない。今津中学時代はテニスやバレーボールをやっており、バレーボールでは大分県選抜チームのレギュラーだった。また、相撲が強かったため相撲部に助っ人で参加することもあった。相撲の大会を観戦に来ていた中津工業高校の小林監督が惚れ込み、本人は当初、乗り気でなかったもののスパイクとグローブをプレゼントされたのをきっかけに同校に入学。野球部ではエース、4番打者として活躍し、同期の春日一平とバッテリーを組んだ。1967年秋季九州大会大分県大会準決勝に進むが、同年春のセンバツ優勝校で、優勝メンバーにも名を連ねていた大田卓司を擁する津久見高に敗退。翌1968年春季九州大会大分県大会も準決勝で高田高に敗れる。同年夏も大分大会で敗退し甲子園には届かなかった。この大分大会の2回戦・大分商業戦で左中間130 mの本塁打を打った。この試合を中日ドラゴンズのスカウトが視察に来ていたため、中日入団後に打者転向のきっかけとなった。また大田、詫摩和文（鹿児島照国高校）と共に「九州三羽ガラス」とも称された。

### 現役時代
その後中日ドラゴンズ（少年時代は阪神タイガースが贔屓のチームだったという）の入団テストで、同球団の二軍監督を務めていた本多逸郎の目に留まり合格、1968年秋のプロ野球ドラフト会議で3位指名され入団した。投手として入団したが、入団間もない投球練習でコーチから一球で「投手失格」を言い渡されたが、その一方で当時の一軍監督だった水原茂が素質を見抜いて打者転向させた。大島を発掘した本多は彼を将来の主軸と見込み、1年目から4番打者として起用する。
1971年6月に一軍初出場。直後に一塁手のジョン・ミラーが故障し、同年は一塁手、中堅手として64試合に先発出場を果たす。またジュニアオールスターゲームではMVPを獲得した。
1972年は開幕から中堅手、右翼手として起用され、規定打席（29位、打率.230）にも到達。しかしまだ荒削りで完全なレギュラー定着には至らなかった。
1974年には三塁手、中堅手、一塁手を兼ねチームのセントラル・リーグ優勝に貢献。同年の最終戦は長嶋茂雄の引退試合で、中日の選手代表として花束を渡している。ロッテ・オリオンズとの日本シリーズでは5試合に先発出場。最終第6戦は先発を外れるが、6回に村田兆治から同点本塁打を打ち意地を見せた。
1976年、代打起用で勝負強さを発揮しシーズン代打本塁打7本の日本記録を樹立。
1977年には三塁手の定位置を獲得し、打率.333（4位）、27本塁打の好成績を残す。
1979年には全130試合で4番打者に座り、30本の大台を越える36本塁打、打率.317（リーグ3位）を記録。また、リーグ最多となる159安打を放ち、打点もキャリアで最多（唯一の100打点超え）となる103を数えた。
1980年4月には交通事故で重傷を負い欠場を余儀なくされるが、1か月で復帰した。
1982年は左翼手がメインとなり、5番打者として優勝に貢献し、西武ライオンズとの日本シリーズは5試合連続左翼手として先発。第5戦では杉本正から5回に先制本塁打、最終第6戦では東尾修に三振を喫し最後の打者になっている。
1983年に再び36本塁打を放ち、山本浩二と並んで本塁打王に輝く。
輝かしい打撃成績を残したにもかかわらず代打起用が多かったのは、バッティングの調子の波が激しすぎた他、守備に難があったためである。殊勲打を打っても失策でふいにしてしまうことが多々あった。
1985年に西武ライオンズからトレード要請があったが、マスコミに漏れてしまい破談となる。しかし1987年オフ、監督の星野仙一のチーム改革により、田中富生・大宮龍男との交換トレードで日本ハムファイターズへ曽田康二とともに移籍。星野の意向で球団から功労金をもらっている。すでに37歳であったが、日本ハムでは一塁手としての起用が多く、チームの得点力不足もあって主軸として活躍し、1988年はチーム最多の63打点、1989年7月8日の近鉄バファローズ戦では阿波野秀幸からサヨナラ適時打、8月13日の近鉄戦で佐々木修から本塁打を打ち、350本塁打を達成。1990年8月21日の対オリックス・ブレーブス戦で佐藤義則から適時二塁打を打ち2000安打を達成。39歳10か月での達成は当時最年長記録で、到達までに要した試合数2290も当時最長記録だった。なお、1・2年目ともに出場試合数ゼロでの達成は史上初である。日本ハムでは主に一塁手としてして活躍し、41歳でも年間規定打席到達するなど健在をアピールしていたが、1992年に監督に新任した土橋正幸の元では自身の不振も重なり一塁のレギュラーは中島輝士に代わり14年ぶりに100試合を切った。翌1993年には監督が大沢啓二に代わると人望が厚い、若い選手に慕われ、その口から大島の名前をよく聞いていた大沢はそれを買って打撃コーチ兼任となった。まさに熱血指導で褒めて叱って身ぶり手ぶりで選手に教え、チーム打率.259と前年と全く変わらなかったが打点が472から527にアップ、岡持和彦打撃コーチと共に大島の指導成果が出たと大沢を述べている。選手としては試合数は前年を半分近く下回ったものの代打の切り札として活躍した。
1994年、43歳にしてこの年も代打起用がメインだったとはいえ、最終的には打率.323・21安打（2本塁打）・22打点の成績を残しており、自身も「43歳とあってスイングスピードは当然落ちていましたが、それをカバーして余りある技術を手にしていました。与えられた打席でしっかり結果を出したと自負しているシーズンでもあります。」と述べ、「あと2年は出来るな」と思っていた。しかし球団から「来年は契約しません。御苦労様でした。」と戦力外通告をされてしまう。その時は「分かった」とだけ言って引き下がるも、後にこの時を回想し「実際、体はボロボロでした。プロ入った時から必要ないと言われたらパッとやめようと思っていましたし、逆に必要とされるなら給料が下がろうが続けようと思ってましたが、球団の事情は想像がつきました。この年、最下位になったことで大沢啓二監督が退任し、翌年から阪急で黄金時代を築いた上田利治さんが監督になることも決まっていました。こうなると僕にも分かるんですが新監督は自分の色でやりたいんですよね。これはもう仕方ありません。勝てなかったら責任取るのは監督で、だったら俺みたいな面倒くさそうなヤツは辞めてもらい、自分の色でチームをつくり変えたいと思って当然です。」と述べている。
球団からは「引退試合は監督を退任する大沢、柴田保光と一緒にやって欲しい」と言われたものの、大島は球団と交渉し単独で行うことにした。9月28日のロッテ戦（東京ドーム）を引退試合に選び、6番・指名打者として先発出場。伊良部秀輝から2安打を放ち、試合終了後には胴上げされた。当時は44歳の誕生日を目前に控えており、高卒入団では野村克也に次ぐ長寿選手と言われていた。現役生活26年は山本昌（32年）、工藤公康・中嶋聡（29年）、野村・谷繁元信（27年）に次ぐ記録。通算代打本塁打20本は歴代2位。満塁本塁打は8本打っており、最年長満塁本塁打（43歳6か月）の記録を持っている（門田博光の42歳6か月を更新、1994年5月4日西武戦、8回表2点リードされている場面で代打で登場し新谷博から）。当時年齢のことに対して記者に質問されたことが多かったため「年寄り扱いするな」と記者に対して怒ったことがある。後に「プロ入り9年目で初めて100安打以上を打った遅咲きの男が、2000安打どころか、最後は2204安打までいってます。なかなかどうして、大したものですよね。」と現役時代を振り返って自らを評価した。引退勧告の時球団からコーチの要請があったが、断っている。
ベストナインは1度も受賞していない。通算2000安打以上を記録しながらベストナイン選出がないのは、大島と松原誠の2人だけ。1979年には一塁手として打撃3部門全てにおいて王貞治を上回る成績を挙げたにもかかわらず王に持っていかれ、1983年には外野手として本塁打王を獲得したのに受賞できなかった（受賞者は本塁打王を分け合った山本浩二、盗塁王の松本匡史、最多安打の田尾安志）。

### 引退後
1994年10月11日には川崎球場にて『愛ラブSMAP!』（テレビ東京）のコーナー「僕たちのベースボール・ストーリー」に出演。その当時中居を除き、野球経験がほとんどなく、素人に等しかったSMAPに、素振りの手本からトス打撃、フリー打撃までじっくり教えるなど非常に熱心であったため、SMAPは驚いたという。これがきっかけで、大島はSMAPと親交が生まれた。番組などに出演することは逝去時まで無かったものの、ファンであったことや、メンバーが出演したドラマや番組の感想をブログで語り、評論していた。特にブログでは、大の野球ファンである中居正広や、大ファンと公言していた木村拓哉が話題に上ることが多かった。
NHK解説者・東京中日スポーツ評論家（1995年 - 1999年）を経て、2000年から2002年まで日本ハムの監督を務めた。投手コーチに森繁和、バッテリーコーチに日本ハム時代の同僚で大島がキャッチャーとして超一流と評価していた田村藤夫を招聘し、中日時代同僚だった牛島和彦、平野謙も呼びたかったが球団の出した条件と合わず、球団から「この人をお願いします」と言われたコーチもいた。嶋田信敏も大島の声掛けでコーチに就いた。2002年には球団の主導人事で大島と日本ハム時代同僚だった高代延博がヘッド兼内野守備走塁コーチに就任している。1年目は打線が活発で打率、本塁打、得点、盗塁でリーグトップ、さらに小笠原道大、四番シャーマン・オバンドーが「3割、30本塁打、30本塁打、100打点」をマークする活躍ぶり。しかし投手陣がリーグワーストの5位の4.70で3位がやっとだった。2年目の2001年は補強ほとんど無し・怪我人続出・先発ローテーションが崩壊し、オバンドー、ナイジェル・ウィルソンら負傷者が続出しビッグバン打線沈黙。小笠原が2年連続最多安打も7年ぶりの最下位となった。3年目は5月までＡクラスに食らいついていたが徐々に失速。5位に終わるも小笠原が初の首位打者、3年目の正田樹が新人王と明るい話題もあったが同年限りで解任された。怪我人続出ということもあり、当時若手の森本稀哲と田中賢介を起用した。
監督1年目の2000年に投手交代のためにマウンドへ行ったものの、選手と話過ぎて審判に交代を告げるのを忘れてしまい、仕方なくバテバテの高橋憲幸を続投させたことがある。高橋は火事場の馬鹿力を発揮して2者連続三振で危機を乗り切った。
監督としては熱血漢で知られ、瞬間湯沸かし器とまで言われたが、監督時代には巨人監督の長嶋茂雄を意識した所作および指導方法が見られた。
田中幸雄は「大島さんの監督就任は嬉しかったですね。一緒にプレーした先輩ですし私は大島さんをお手本にしてきましたから。また一緒に野球ができる、勝って大島さんを喜ばせたいという気持ちは強かったです。負けず嫌いで喜怒哀楽がかなり表に出ていました。だから若手の中には「怖い監督」と思った選手もいたかもしれません。」と述べている。
2006年には第1回WBC日本代表打撃コーチを務め、準決勝ではイチローを3番打者にするなどの打順変更を王貞治監督に進言し、初代世界一に貢献。
プロ野球マスターズリーグには名古屋80D'sersの選手として在籍。背番号は中日時代の5。日本プロ野球名球会が主催する野球教室で着るユニフォームの背番号は、2000安打を達成して名球会入りした日本ハム時代の11である。2010年にファイターズの始球式をした際は2010年仕様の背番号11のユニフォームで登場した。
2003年から逝去までは再びNHK解説者・東京中日スポーツ評論家として活動。解説者としては、極めて明朗快活であり、選手を貶さない解説が評判であった。

### 闘病
2017年2月7日、自身の公式ブログで「2016年10月にステージ4の大腸癌になり手術を受けていたこと、肝臓に転移していること」を発表した。なお、治療はするものの重く受け止めず、今まで通りの生活をしたいと述べている。「父、母はがんで亡くなり、兄は白血病で28歳に亡くなっている大島家はがんの家系なんでしょうね。」と述べ、がん発症後も喫煙は続け酒も飲めないことはないが禁酒していた。なお妻が大島の死後にブログで明かしたところによれば、既に2016年の手術前の精密検査の段階で妻と長男には医師からの見立てでは大島の余命は概ね2～3か月であることを宣告されていた。しかし、肝臓に転移はしていたものの手術で大腸癌の癌細胞を全て切除することに成功し、尚且つ早期に治療に取り掛かったことにより予後が非常に安定しており、これには大島の主治医も大いに驚いた。一時期は寛解と呼べるレベルにまで体調が回復したことにより、医者の見立てよりも遥かに長く、余命宣告から4年半以上生きることとなる。因みに癌であることを公表した日は、当初の余命宣告上で最も長く生きてもこの頃が余命と言われていた時期であった。
2018年5月7日、自らの闘病生活などを書き記した著書『がんでも人生フルスイング 「中高年ガン」と共に生きる”患者と家族”の教科書』（双葉社）を上梓した。この頃の大島は体調も非常に良好であり、寛解したと言える状態にまで回復していた。
2021年6月30日、大腸癌のため東京都内の病院で死去。70歳没。6月上旬に腹水を抜く措置を受けるために入院し、退院後の6月12日にNHK BS1のMLB中継・ロサンゼルス・エンゼルス対アリゾナ・ダイヤモンドバックス戦を解説したのが生前最後の仕事となったが、このときの大島は声が掠れ容姿も痩せ細っていた。その後体調の悪化が見られたためホスピスに入院して緩和医療を受けており、ブログは死去前日の6月29日を最後に更新が途絶えていた。葬儀は親族による密葬で7月4日に執り行われた。大島の死去が公表された7月5日には、自身が春頃に記した言葉が妻によってブログに掲載された。なお、名球会の名誉会員で野球殿堂入りを果たしていないのは2024年現在で大島のみである。

## プレースタイル
長打力と勝負強さを兼ね備えた強打者。体全体を使い、力強くボールを叩く豪快なフルスイングが特徴であった。1976年に代打でシーズン7本塁打のプロ野球記録を樹立すると、翌1977年からは三塁手のレギュラーを担い、キャリア初となる打率.333、27本塁打を記録。1982年からは外野手に転向。翌1983年には36本塁打で本塁打王に輝いた。日本ハム時代の1990年には通算2000安打を達成している。
打撃のコツとして「配球を読んでヤマを張ること」、「積極的にファーストストライクを狙うこと」以上2つの思い切りの良さを挙げており、大島は「目の付け所をどこにするか。野球を難しく考えなくて良い」と語っている。また、「バットコントロールにこだわり過ぎては駄目。まずはフルスイングして（ボールを）遠くに飛ばすこと。そこから工夫すれば良い」と語っている。

## 人物
中日時代は長打力が魅力の打撃と明るい人柄、そして同球団の応援歌「燃えよドラゴンズ!」の歌詞のフレーズで、ファンから「一発長打の大島くん」と愛された。
日本ハム選手時代に付けていた背番号「11」は自身と夫人の結婚記念日から取ったものである。
中日時代のコーチで名球会でも一緒になった稲尾和久とは同郷で、「ヤス」と呼ばれては可愛がられていたという。
恋愛にあまりに興味がなかったことや、妙な部分で神経質なところがあり、私生活では当時としては珍しく、30歳代半ばまで独身を通していた（大島の実家が大島がプロ入り前に早くに父・兄を亡くし大島がプロ入り後は長らく母の扶養をしていた）が、郭源治の紹介で10歳年下の客室乗務員をしていた女性と結婚。恋愛結婚というよりも、顔を合わせてすぐに結婚したという感じであった。息子が2人おり、そのうちの1人がNSC大阪37期卒・お笑いコンビ・セパ（2019年5月から）の大島雅斗（元・ケンモッカ、ばくぼん）。
1984年5月5日の対大洋戦（横浜）で、3回表に一塁走者となった時（一死満塁）、打者の宇野勝がライトにフライを打ち上げたが、ライトの高木由一がこれを落球。大島はハーフウェーで打球の行方を追っていたが、打者走者の宇野が大島を追い越してアウトになった。これは「プロ野球珍プレー・好プレー大賞」などで頻繁に取り上げられた。なお、みのもんたのナレーションで「走ってなかったんですか?」とされているが、フライの行方を見守って走らなかった大島の判断が普通であり、前の走者を確認しなかった宇野のミスとされている。一方の大島自身も、同月19日の対ヤクルト戦（ナゴヤ）5回裏無死一・二塁の場面でレフトにフライを打ち上げたが、レフトの釘谷肇が落球したところ一塁走者の谷沢健一を追い越したという宇野と同じミスを犯している。
1985年5月4日の対阪神戦（甲子園）で、中日3点リードの4回裏無死に佐野仙好のあわや逆転満塁本塁打という大飛球をラッキーゾーンの金網に激突しながら後ろ向きの姿勢でキャッチするという“超美技”を披露。失点を1に喰い止めた。
日本ハムの監督に就任が決定した際に激励会が開かれ、憧れの長嶋茂雄も出席した。長嶋はスピーチで大島とのエピソードとして、自身の引退試合で対戦相手だった中日の選手代表で大島が真っ赤なバラの花束を贈ってくれたことを話し、大島はそれを覚えていてくれたことに大感激した。しかし、実際に大島が贈呈したのは白ユリであった。
日本ハム監督時代の2001年オフ、当時チームの中心選手であった片岡篤史がFA権を行使。片岡は日に日に阪神タイガースに移籍したいという気持ちが芽生えていた反面、監督の大島やチームメイトを「裏切ってしまうことにならないか」という気持ちもあり、大島に相談した。大島は片岡に対し、「寂しいけれど、他のチームから来て欲しいと言って貰える選手になれたんだから、素晴らしいことじゃないか。（阪神で）頑張ってこい」と伝えて後押しし、片岡は移籍を決断した。大島はこの時を振り返り、「交換トレードじゃないし、戦力的には3番打者・三塁手がそのまま抜けるわけだから痛かった。球団には、お金が入ってくるんでしょうが、別に僕らの給料が上がるわけでもないしね。でも、僕はあいつを引き留めなかった。自分で選んだことだし、それを僕がとやかく言う必要はないと思ったから」と語っている。
2006年の第1回WBCで優勝した際に「昔からオリンピックに出場するのが夢だったんだ」と金メダルを首に掛けられた瞬間から人目を憚らず号泣していた。
2015年2月26日放送のフジテレビの番組「アウト×デラックス」に、息子でNSC大阪37期生（当時）の大島雅斗が出演した際、息子から電話で「NMB48のCDを借金して買っている」と告白されて「もし本当だったら殺すよ?」と激怒した。しかし3月5日放送分では大島自身も番組に出演して息子と話し合い、「（NMB48は）難波にAKB48の仲間みたいのがいて」と説明されると、「AKB48はお父さんも知ってるよ。あっちゃん可愛いよ」と前田敦子ファンであることを告白。自身が大島姓なのに（大島優子ではなく）前田推しであることでアウトを宣告された。さらに今現役選手だったらテーマソングは何にするかと聞かれ、「ヘビーローテーション」と答えようとして「バイブレーション」と答えている。
2018年、牛島和彦との対談では、野手は誤魔化しがきくという持論から、「肉離れや骨折も関係なかった」と笑っていた一方、自身が引退後に病魔と闘った経験から「いまの俺は病気をしたから分かるけど」と牛島が現役末期に怪我に苦しんでいたことを理解していた。大島は同対談で現役時代を振り返り、牛島とは対照的に自分は人当たりが悪く社交性が低かったと話していた。
本人の公式ブログでは野球のことから家族のこと、ドラマの感想やファンであるSMAPの話題まで内容が幅広い。ブログでの一人称は「大島」。
1994年5月に約5000万円をかけて一戸建てを新築したものの、欠陥住宅で20年以上苦しんでいたことを公表した。施工主を相手に損害賠償など約6800万円の支払いを請求する訴訟を起こしたが、判決は補修費用など約300万円の支払い命令にとどまった。
大島は晩年「人生はフルスイングできたかどうか。仕事でも何でも、思い切りやりきることができたなら、それでいいと思う。俺は振った。振り切った人生だったよ」と語っている。

### 退場処分
現役時代・監督時代あわせて通算5回（中日1回、日本ハム1回、日本ハム監督3回）の退場処分の経験がある。
1974年5月14日のヤクルト戦では益川満育と乱闘により益川と共に退場。1991年8月6日のダイエー戦では9回表二死にハーフスイングを三振と判定されたことに激高し、塁審の良川昌美を小突き退場となった。山崎夏生から2度退場処分を受けている。そのうちの一つは2000年6月20日の東京ドームで行われたロッテ戦で7回にロッテ・大塚明が左翼ポール際に大飛球を放った、三塁塁審の山崎は「ポールに当たってファウル側のスタンドに落ちた」と本塁打の判定。大島はベンチを飛び出し「ファウルだろう！」と猛抗議、抗議時間は21分に及び、山崎は「ここがリミットだ」と遅延行為で退場を宣告。2002年3月31日のダイエー戦では良川一塁塁審に暴力行為を行ったとして退場処分となり2試合出場停止（4月3日、4日のオリックス戦）となった。監督代行は一軍ヘッド兼内野守備走塁コーチの高代延博が務めた。

## 詳細情報

### 年度別打撃成績
| 年 度      | 球 団      | 試 合 | 打 席 | 打 数 | 得 点 | 安 打 | 二 塁 打 | 三 塁 打 | 本 塁 打 | 塁 打 | 打 点 | 盗 塁 | 盗 塁 死 | 犠 打 | 犠 飛 | 四 球 | 敬 遠 | 死 球 | 三 振 | 併 殺 打 | 打 率 | 出 塁 率 | 長 打 率 | O P S |
| ---------- | ---------- | ----- | ----- | ----- | ----- | ----- | -------- | -------- | -------- | ----- | ----- | ----- | -------- | ----- | ----- | ----- | ----- | ----- | ----- | -------- | ----- | -------- | -------- | ----- |
| 1971       | 中日       | 74    | 266   | 241   | 25    | 49    | 4        | 1        | 7        | 76    | 22    | 11    | 3        | 3     | 0     | 21    | 0     | 1     | 80    | 5        | .203  | .270     | .315     | .585  |
| 1972       | 中日       | 124   | 437   | 387   | 51    | 89    | 14       | 2        | 14       | 149   | 38    | 9     | 7        | 5     | 2     | 41    | 3     | 2     | 79    | 9        | .230  | .306     | .385     | .691  |
| 1973       | 中日       | 117   | 368   | 316   | 42    | 76    | 11       | 0        | 13       | 126   | 42    | 10    | 10       | 7     | 1     | 43    | 1     | 1     | 72    | 5        | .241  | .332     | .399     | .731  |
| 1974       | 中日       | 112   | 294   | 256   | 37    | 66    | 17       | 1        | 11       | 118   | 46    | 1     | 7        | 2     | 3     | 27    | 2     | 6     | 42    | 6        | .258  | .339     | .461     | .800  |
| 1975       | 中日       | 91    | 183   | 162   | 22    | 45    | 8        | 1        | 4        | 67    | 23    | 1     | 2        | 2     | 2     | 17    | 1     | 0     | 45    | 2        | .278  | .343     | .414     | .756  |
| 1976       | 中日       | 123   | 280   | 251   | 33    | 63    | 12       | 1        | 11       | 110   | 33    | 2     | 2        | 0     | 2     | 26    | 1     | 1     | 68    | 7        | .251  | .321     | .438     | .760  |
| 1977       | 中日       | 126   | 491   | 433   | 64    | 144   | 15       | 1        | 27       | 242   | 71    | 6     | 11       | 2     | 1     | 52    | 3     | 3     | 74    | 12       | .333  | .407     | .559     | .966  |
| 1978       | 中日       | 98    | 410   | 352   | 50    | 99    | 11       | 0        | 15       | 155   | 47    | 1     | 5        | 0     | 5     | 47    | 0     | 6     | 64    | 8        | .281  | .371     | .440     | .811  |
| 1979       | 中日       | 130   | 559   | 501   | 95    | 159   | 33       | 1        | 36       | 302   | 103   | 1     | 7        | 0     | 7     | 46    | 4     | 5     | 87    | 12       | .317  | .376     | .603     | .978  |
| 1980       | 中日       | 108   | 398   | 358   | 47    | 90    | 6        | 1        | 18       | 152   | 46    | 6     | 1        | 0     | 4     | 31    | 1     | 5     | 65    | 9        | .251  | .317     | .425     | .741  |
| 1981       | 中日       | 130   | 548   | 468   | 69    | 141   | 22       | 2        | 23       | 236   | 81    | 7     | 1        | 0     | 4     | 68    | 9     | 8     | 71    | 11       | .301  | .396     | .504     | .900  |
| 1982       | 中日       | 124   | 466   | 416   | 43    | 112   | 14       | 0        | 18       | 180   | 60    | 5     | 3        | 0     | 3     | 44    | 3     | 3     | 60    | 9        | .269  | .341     | .433     | .774  |
| 1983       | 中日       | 130   | 543   | 473   | 69    | 137   | 13       | 1        | 36       | 260   | 94    | 7     | 1        | 2     | 3     | 64    | 5     | 1     | 69    | 12       | .290  | .373     | .550     | .923  |
| 1984       | 中日       | 130   | 551   | 471   | 75    | 132   | 15       | 1        | 30       | 239   | 87    | 7     | 7        | 1     | 4     | 73    | 0     | 2     | 73    | 14       | .280  | .376     | .507     | .884  |
| 1985       | 中日       | 101   | 396   | 339   | 48    | 90    | 15       | 0        | 23       | 174   | 56    | 2     | 3        | 1     | 5     | 49    | 2     | 2     | 66    | 9        | .265  | .357     | .513     | .870  |
| 1986       | 中日       | 110   | 380   | 339   | 37    | 88    | 9        | 1        | 20       | 159   | 45    | 1     | 0        | 0     | 2     | 37    | 3     | 2     | 68    | 4        | .260  | .334     | .469     | .803  |
| 1987       | 中日       | 111   | 313   | 283   | 31    | 76    | 12       | 1        | 15       | 135   | 49    | 0     | 0        | 2     | 2     | 25    | 1     | 1     | 46    | 9        | .269  | .328     | .477     | .805  |
| 1988       | 日本ハム   | 130   | 535   | 492   | 48    | 136   | 26       | 1        | 15       | 209   | 63    | 2     | 0        | 0     | 3     | 39    | 0     | 1     | 67    | 21       | .276  | .329     | .425     | .754  |
| 1989       | 日本ハム   | 130   | 540   | 461   | 52    | 122   | 26       | 0        | 18       | 202   | 59    | 5     | 4        | 1     | 7     | 69    | 4     | 2     | 66    | 18       | .265  | .358     | .438     | .796  |
| 1990       | 日本ハム   | 110   | 417   | 360   | 43    | 96    | 17       | 1        | 11       | 148   | 50    | 2     | 1        | 1     | 4     | 51    | 2     | 1     | 68    | 16       | .267  | .356     | .411     | .767  |
| 1991       | 日本ハム   | 120   | 463   | 403   | 35    | 101   | 18       | 1        | 10       | 151   | 61    | 1     | 0        | 0     | 8     | 51    | 0     | 1     | 62    | 15       | .251  | .330     | .375     | .705  |
| 1992       | 日本ハム   | 98    | 269   | 236   | 24    | 61    | 7        | 0        | 5        | 83    | 28    | 1     | 0        | 1     | 2     | 30    | 1     | 0     | 44    | 7        | .258  | .340     | .352     | .691  |
| 1993       | 日本ハム   | 47    | 47    | 42    | 0     | 11    | 4        | 0        | 0        | 15    | 8     | 0     | 0        | 0     | 0     | 5     | 0     | 0     | 8     | 3        | .262  | .340     | .357     | .698  |
| 1994       | 日本ハム   | 64    | 73    | 65    | 2     | 21    | 1        | 0        | 2        | 28    | 22    | 0     | 0        | 0     | 0     | 8     | 0     | 0     | 18    | 6        | .323  | .397     | .431     | .828  |
| 通算：24年 | 通算：24年 | 2638  | 9227  | 8105  | 1042  | 2204  | 330      | 18       | 382      | 3716  | 1234  | 88    | 75       | 30    | 74    | 964   | 46    | 54    | 1462  | 229      | .272  | .350     | .458     | .809  |

- 各年度の太字はリーグ最高

### 年度別監督成績
| 年 度     | 球 団     | 順 位     | 試 合 | 勝 利 | 敗 戦 | 引 分 | 勝 率 | ゲ ｜ ム 差            | 本 塁 打               | 打 率                  | 防 御 率               | 年 齡                  |
| --------- | --------- | --------- | ----- | ----- | ----- | ----- | ----- | ---------------------- | ---------------------- | ---------------------- | ---------------------- | ---------------------- |
| 2000年    | 日本ハム  | 3位       | 135   | 69    | 65    | 1     | .515  | 4.5                    | 177                    | .278                   | 4.70                   | 50歳                   |
| 2001年    | 日本ハム  | 6位       | 140   | 53    | 84    | 3     | .387  | 24.5                   | 147                    | .256                   | 4.79                   | 51歳                   |
| 2002年    | 日本ハム  | 5位       | 140   | 61    | 76    | 3     | .445  | 28.0                   | 146                    | .247                   | 3.86                   | 52歳                   |
| 通算：3年 | 通算：3年 | 通算：3年 | 413   | 181   | 225   | 7     | .446  | Aクラス1回、Bクラス2回 | Aクラス1回、Bクラス2回 | Aクラス1回、Bクラス2回 | Aクラス1回、Bクラス2回 | Aクラス1回、Bクラス2回 |

- 2000年は135試合制、2001年と2002年は140試合制。
- 2002年、4月3日・4日のオリックス戦の出場停止2試合（2勝0敗）は通算成績に含まない。監督代行は高代延博

### タイトル
- 本塁打王：1回（1983年）
- 最多安打：1回（1979年） ※当時連盟表彰なし

### 表彰
- ジュニアオールスターゲームMVP：1回（1971年）
- 月間MVP：1回（1984年6月）

### 記録
初記録
- 初出場・初先発出場：1971年6月17日、対ヤクルトアトムズ8回戦（中日スタヂアム）、7番・三塁手で先発出場
- 初安打：同上、5回裏に会田照夫から
- 初本塁打・初打点：同上、9回裏に石岡康三から左越3ラン

節目の記録
- 100本塁打：1978年9月27日、対阪神タイガース26回戦（ナゴヤ球場）、4回裏に宮田典計から左中間へソロ ※史上98人目
- 1000試合出場：1980年4月12日、対ヤクルトスワローズ3回戦（明治神宮野球場）、4番・一塁手で先発出場 ※史上214人目
- 150本塁打：1980年8月30日、対阪神タイガース19回戦（ナゴヤ球場）、9回裏に小林繁から右中間へ同点2ラン ※史上59人目
- 1000安打：1981年9月11日、対広島東洋カープ23回戦（広島市民球場）、3回表に北別府学から ※史上121人目
- 200本塁打：1983年4月29日、対ヤクルトスワローズ3回戦（明治神宮野球場）、6回表に宮城弘明からソロ ※史上39人目
- 1500試合出場：1984年4月22日、対読売ジャイアンツ6回戦（後楽園球場）、4番・左翼手で先発出場 ※史上77人目
- 250本塁打：1984年6月21日、対ヤクルトスワローズ13回戦（ナゴヤ球場）、5回裏に梶間健一から左越2ラン ※史上22人目
- 1000三振：1985年10月2日、対ヤクルトスワローズ25回戦（ナゴヤ球場）、1回裏に荒木大輔から ※史上10人目
- 1500安打：1986年4月16日、対読売ジャイアンツ4回戦（後楽園球場）、4回表に加藤初から ※史上50人目
- 300本塁打：1986年8月15日、対阪神タイガース20回戦（ナゴヤ球場）、6回裏に中西清起から3ラン ※史上18人目
- 2000試合出場：1988年6月28日、対近鉄バファローズ11回戦（東京ドーム）、5番・一塁手で先発出場 ※史上25人目
- 3000塁打：1988年7月21日、対阪急ブレーブス15回戦（阪急西宮球場）、5回表に佐藤義則から左中間へ2点適時二塁打 ※史上29人目
- 1000打点：1988年9月23日、対ロッテオリオンズ24回戦（東京ドーム）、4回裏に園川一美から右越ソロ ※史上20人目
- 350本塁打：1989年8月13日、対近鉄バファローズ21回戦（東京ドーム）、3回裏に佐々木修から左越ソロ ※史上13人目
- 2000安打：1990年8月21日、対オリックス・ブレーブス19回戦（阪急西宮球場）、6回表に佐藤義則から中前安打 ※史上25人目
- 300二塁打：1990年9月9日、対近鉄バファローズ26回戦（宇都宮清原球場）、6回裏に藤王康晴の代打で出場、石本貴昭から右中間適時二塁打 ※史上29人目
- 1000得点：1991年5月28日、対ロッテオリオンズ9回戦（川崎球場）、1回表にマット・ウィンタースの2ランで生還 ※史上22人目
- 3500塁打：1991年6月1日、対近鉄バファローズ4回戦（水戸市民球場）、1回裏に小野和義から左前安打 ※史上17人目
- 2500試合出場：1992年8月20日、対西武ライオンズ18回戦（東京ドーム）、7番・一塁手で先発出場 ※史上6人目

その他の記録
- 1イニング2本塁打[45]：2回  ※史上7人目（複数回達成は史上初）
  - 1972年8月2日、対ヤクルトアトムズ18回戦（明治神宮野球場）、2回表先頭で渡辺孝博から左越ソロ、二死満塁で井原慎一朗から中越満塁本塁打 ※史上7度目
  - 1977年8月9日、対読売ジャイアンツ15回戦（ナゴヤ球場）、6回裏先頭でクライド・ライトから右中間ソロ、二死満塁で小俣進から左中間へ満塁本塁打 ※史上8度目
- 5試合連続本塁打（1979年10月8日 - 10月17日）
- 最年長満塁本塁打：43歳6か月（1994年5月4日）
- オールスターゲーム出場：4回（1977年、1979年、1983年、1984年）
- シーズン最多代打本塁打：7（1976年）

| 1976年代打本塁打 | 1976年代打本塁打 | 1976年代打本塁打 | 1976年代打本塁打 | 1976年代打本塁打 | 1976年代打本塁打 | 1976年代打本塁打 |
| #                | 日付             | 対戦チーム       | 回戦             | 投手             | イニング         | 球場             |
| ---------------- | ---------------- | ---------------- | ---------------- | ---------------- | ---------------- | ---------------- |
| 1                | 4月15日          | 広島             | 1                | 金城基泰         | 9回              | ナゴヤ球場       |
| 2                | 6月8日           | ヤクルト         | 9                | 小林国男         | 5回              | 神宮球場         |
| 3                | 6月10日          | ヤクルト         | 11               | 小林国男         | 5回              | 神宮球場         |
| 4                | 6月12日          | 阪神             | 10               | 江本孟紀         | 8回              | ナゴヤ球場       |
| 5                | 6月22日          | ヤクルト         | 12               | 会田照夫         | 7回              | ナゴヤ球場       |
| 6                | 7月24日          | 阪神             | 16               | 山本和行         | 9回              | ナゴヤ球場       |
| 7                | 8月10日          | ヤクルト         | 16               | 会田照夫         | 6回              | ナゴヤ球場       |

### 背番号
- 40（1969年 - 1976年）
- 5（1977年 - 1987年）
- 11（1988年 - 1994年）
- 77（2000年 - 2002年）
- 87（2006年WBC）

## 関連情報

### 出演番組
- NHKプロ野球
- メジャーリーグ中継 (NHK)
- NHKニュースおはよう日本 - 火曜日7時台スポーツコーナー「大島がズバリ!」解説
- Sportsプラス（不定期ゲスト）
- 愛ラブSMAP!（テレビ東京）-「僕たちのベースボール・ストーリー」

### 連載
- 大島康徳の負くっか!!魂（週刊ベースボール）
- この道（中日新聞・東京新聞）

### 著書
- ぐんぐんうまくなる!バッティング（2007年、ベースボール・マガジン社、ISBN 978-4583100531）
- がんでも人生フルスイング 「中高年ガン」と共に生きる”患者と家族”の教科書（2018年、双葉社、ISBN 978-4575313550）
- 振りきった、生ききった 「一発長打の大島くん」の負くっか人生（2021年、中日新聞社、ISBN 978-4806207849 , 東京新聞、ISBN 978-4808310646[注釈 6]）

監修
- 小・中学生のためのワンコイン野球教室 2 バッティング編（2006年、ベースボール・マガジン社、ISBN 978-4583613833）
- 小・中学生のための野球上達トラの巻 ピッチング編&バッティング編（2007年、ベースボール・マガジン社、ISBN 978-4583614465） - 川口和久と共監修
- 決定版! 小・中学生のための野球上達法 1 打撃編&守備編（2008年、ベースボール・マガジン社、ISBN 978-4583615325） - 高木豊、簑田浩二と共監修
- 連続写真で徹底解析 プロ野球究極のテクニック 打撃編（2012年、ベースボール・マガジン社、ISBN 978-4583619125） - 篠塚和典、小早川毅彦と共解説

### 応援歌
- 熱血大島ぶちかませ（1978年2月、作詞・作曲：手塚ともかず、編曲：いしだかつのり、歌：ザ・ドーナッツ）
- 熱血ファイターズの歌（2001年・2002年、作詞・作曲：山本正之、歌：INDEPENDENCE）